# Jacques Revel
Pour les articles homonymes, voir Revel.
 (mai 2024).
Jacques Revel, né le 25 juin 1942 ou 25 juillet 1942 à Avignon est un historien français, directeur d'études émérite et ancien président de l'École des hautes études en sciences sociales (EHESS).

## Biographie

### Jeunesse et études
Jacques Revel effectue ses études secondaires au lycée Lakanal, puis au lycée Louis-le-Grand.
Étudiant en classes préparatoires littéraires, il est ancien élève de l'École normale supérieure de la rue d'Ulm (L1963).
En 1968, il est reçu à l'agrégation d'histoire.

### Parcours professionnel
Ancien membre de l'École française de Rome (EFR), il a enseigné à la Sorbonne, à l'École normale supérieure et à l'École des hautes études en sciences sociales.
Spécialiste de l'histoire sociale et culturelle de l'Europe moderne (XVIe – XVIIIe siècles), et singulièrement de l'Italie, il a commencé sa carrière en se plaçant dans le sillage de l'École des Annales, dont il a dirigé la revue. Puis, en s'intéressant à l'historiographie des XIXe et XXe siècles, il a participé au mouvement d'introduction en France du courant italien de la micro-storia.
Il a été président de l'EHESS de 1995 à 2004, où il a succédé à Marc Augé.

## Publications
- avec Michel de Certeau et Dominique Julia, Une politique de la langue. La Révolution française et les patois. L'enquête de Grégoire (1790-1794), Paris, 1975 ; rééd. augmentée d'une postface de D. Julia et J. Revel, Paris, Gallimard, Folio, 2002.
- avec Dominique Julia et Roger Chartier, Histoire sociale des populations étudiantes, Paris, EHESS, 2 vol, 1986.
- avec Arlette Farge, Logiques de la foule. L'affaire des enlèvements d'enfants, Paris 1750, Paris, Hachette, 1988.
- avec Luce Giard et Hervé Martin, Histoire, mystique et politique. Michel de Certeau, Jérôme Millon, 1991.
- Textes rassemblés avec Nathan Wachtel, Une école pour les sciences sociales. De la VIe section à l'Ecole des Hautes Etudes en Sciences Sociales, Editions de l'EHESS, 1996.
- (dir.), Jeux d'échelles. La micro-analyse à l'expérience, Paris, Gallimard/Le Seuil, "Hautes Etudes", 1996.
- Fernand Braudel et l'histoire, présenté par Jacques Revel, Paris, Fayard, "Pluriel", 1999.
- avec Jean-Claude Schmitt (dir.), L'ogre historien. Autour de Jacques Le Goff, Paris, Gallimard, 1999.
- avec François Hartog (dir.), Les usages politiques du passé, Enquête, Paris, éditions de l'EHESS, 2001.
- avec G. Levi (eds.), Political Uses of the Past. The Recent Mediterranean Experience, Frank Cass, Londres-Portland, 2002.
- avec Jean-Claude Passeron (dir.), Penser par cas, Enquête, Paris, Éditions de l'EHESS, 2005 (rééd. 2020).
- Un momento historiográfico, Buenos Aires, Manantial, 2006.
- (éd.), Giochi di scala. La microstoria alla prova dell'esperienza, Rome, Viella, 2006.
- Las construcciones francesas del pasado, La escuela francesa y la historiografía del pasado, Fondo de Cultura Económica, Buenos Aires, 2002.
- Un parcours critique. Douze essais d'histoire sociale, Paris, Galaade, 2006.
- avec Jean Boutier et Jean-Claude Passeron (dir.), Qu'est-ce qu'une discipline ?, Paris, Éditions de l'EHESS, « Enquête 5 », 2006.
- avec Jean-Claude Schmitt (dir.), Une autre histoire. Jacques Le Goff (1924-2014), Paris, Editions de l'EHESS, "Cas de figure", 2016.
- Un moment, des histoires, Paris, Editions de l'EHESS, "Audiographie", 2018.
- avec Sabina Loriga, Une histoire inquiète. Les historiens et le tournant linguistique, Paris, EHESS/Gallimard/Seuil, "Hautes Etudes", 2022.
- avec Antonella Romano (dir.), Penser global ? Huit variations sur un thème, Paris, Editions de l'EHESS, "Enquête", 2024.